# Лунвож (приток Чубъю)
Лунвож (устар. Лун-Вож) — река в России, течет по территории Корткеросского района Республики Коми. Левая составляющая реки Чубъю. Образуется слиянием рек Юсьлунвож и Лёкъёль. Сливается с рекой Войвож на высоте 112 м над уровнем моря. Длина реки составляет 8 км.

## Данные водного реестра
По данным государственного водного реестра России относится к Двинско-Печорскому бассейновому округу, водохозяйственный участок реки — Вычегда от истока до города Сыктывкар, речной подбассейн реки — Вычегда. Речной бассейн реки — Северная Двина.
Код объекта в государственном водном реестре — 03020200112103000017252.